# Roxy Reynolds

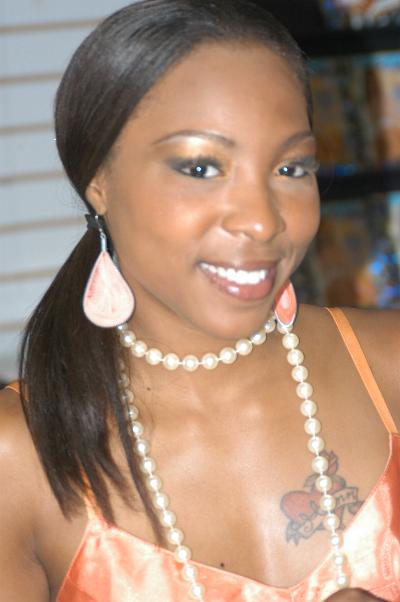
Roxy Reynolds, 2006

Roxy Reynolds (* 28. Dezember 1983 als Schanell Sanders in Philadelphia, Pennsylvania) ist eine US-amerikanische Pornodarstellerin.

## Karriere
Reynolds ist in Columbus, Ohio, aufgewachsen. Dort studierte sie an der Ohio State University Spanisch auf Lehramt und Soziologie. Im Sommer 2005 begann sie in den Semesterferien ihre Karriere im Pornogeschäft. Ihre erste Szene drehte sie mit dem Darsteller Mr. Marcus für eine Produktion der Firma West Coast. Seitdem drehte sie 90 Filme, auch unter dem Pseudonym ‚Sexy Schanell‘. Zu den bekanntesten zählen der Spielfilmporno Merc (Evil Angel) von Justin Slayer, Roxy’s World und Kurupt Uncut. Reynolds dreht zudem Szenen für die Website Naughty America.
Reynolds ist seit 2006 Sprecherin der Produktionsgesellschaft Black Ice, die auf Pornografie mit afroamerikanischen Darstellern spezialisiert ist.
Von der britischen Ausgabe der Zeitschrift Maxim wurde Reynolds 2010 in die Liste der zwölf Top-Pornodarstellerinnen nach Meinung der Redaktion aufgenommen. 2008 gewann sie den Urban Spice Award, einen Preis für afro- und lateinamerikanische sowie asiatische Darstellerinnen, in den Kategorien „Best Female Performer“ und „Crossover Female“.
2009 moderierte Reynolds gemeinsam mit Mr. Marcus die Preisverleihung der Urban X Awards.

## Auszeichnungen
- 2008: Urban X Awards – Best Female Performer
- 2008: Urban X Awards – Crossover Female